# إنريكو كوستا (سياسي)
إنريكو كوستا (بالإيطالية: Enrico Costa)‏ هو محامي وسياسي إيطالي، ولد في 29 نوفمبر 1969 في كونيو في إيطاليا. نشط حزبياً في فورزا إيطاليا (27 مارس 2009 – 27 مارس 2009) (18 نوفمبر 2013 – 18 نوفمبر 2013) (18 مارس 2017 – 18 مارس 2017).

## مناصب
- انتخب عضو مجلس النواب في الجمهورية الإيطالية (9 مارس 2018 – ).
- انتخب وزير الشؤون الإقليمية ومناطق الحكم الذاتي ‏ (28 يناير 2016 – 12 ديسمبر 2016).
- انتخب وزير الشؤون الإقليمية ومناطق الحكم الذاتي ‏ (12 ديسمبر 2016 – 20 يوليو 2017).
- انتخب عضو مجلس النواب في الجمهورية الإيطالية عن دائرة Piedmont 2 (Chamber of Deputies constituency) [الإنجليزية]‏ خلال فترته النيابية [الإنجليزية]‏ (22 أبريل 2008 – 14 مارس 2013).
- انتخب عضو مجلس النواب في الجمهورية الإيطالية عن دائرة Piedmont 2 (Chamber of Deputies constituency) [الإنجليزية]‏ وقد انضم خلال فترته النيابية [الإنجليزية]‏ (5 مارس 2013 – 22 مارس 2018)  للكتلة البرلمانية Mixed Group [الإنجليزية]‏.
- انتخب نائب وزير [الإنجليزية]‏ وزير العدل (28 فبراير 2014 – 29 يناير 2016).
- انتخب عضو المجلس المحلي [الإنجليزية]‏ (2004 – ).
- انتخب عضو مجلس النواب في الجمهورية الإيطالية عن دائرة Piedmont 2 (Chamber of Deputies constituency) [الإنجليزية]‏ خلال فترته النيابية [الإنجليزية]‏ (21 أبريل 2006 – 28 أبريل 2008).